# Campeonato Mundial de Atletismo de 2022 - 200 m masculino
A competição dos 200 metros masculino no Campeonato Mundial de Atletismo de 2022 foi realizada no estádio Hayward Field, em Eugene, nos Estados Unidos, entre os dias 18 a 21 de julho de 2022.

## Recordes
Antes da competição, os recordes eram os seguintes:
| Recorde mundial                               | Usain Bolt (JAM)       | 19.19 | Berlim, Alemanha            | 20 de agosto de 2009   |
| Recorde do campeonato                         | Usain Bolt (JAM)       | 19.19 | Berlim, Alemanha            | 20 de agosto de 2009   |
| Melhor marca do ano                           | Erriyon Knighton (USA) | 19.49 | Baton Rouge, Estados Unidos | 22 de abril de 2022    |
| Recorde da África                             | Frank Fredericks (NAM) | 19.68 | Atlanta, Estados Unidos     | 1 de agosto de 1996    |
| Recorde da Ásia                               | Xie Zhenye (CHN)       | 19.88 | Londres, Grã Bretanha       | 21 de julho de 2019    |
| Recorde da América do Norte, Central e Caribe | Usain Bolt (JAM)       | 19.19 | Berlim, Alemanha            | 20 de agosto de 2009   |
| Recorde da América do Sul                     | Alonso Edward (PAN)    | 19.81 | Berlim, Alemanha            | 20 de agosto de 2009   |
| Recorde da Europa                             | Pietro Mennea (ITA)    | 19.72 | Cidade do México, México    | 12 de setembro de 1979 |
| Recorde da Oceania                            | Peter Norman (AUS)     | 20.08 | Cidade do México, México    | 16 de outubro de 1968  |

## Medalhistas
| Ouro             | Prata                | Bronze                 |
| Noah Lyles (USA) | Kenny Bednarek (USA) | Erriyon Knighton (USA) |

## Tempo de qualificação
| Tempo de qualificação. |
| ---------------------- |
| 20.24                  |

## Calendário
| Data        | Horário | Fase          |
| ----------- | ------- | ------------- |
| 18 de julho | 17:05   | Eliminatórias |
| 19 de julho | 18:50   | Semifinais    |
| 20 de julho | 19:50   | Final         |

Todos os horários estão no horário local (UTC-7)

## Resultados

### Eliminatórias
Qualificação: Os três primeiros de cada bateria (Q) e os três melhores tempos (q) das eliminatórias. 

Vento:

Bateria 1: +1.0 m/s, Bateria 2: 0.0 m/s, Bateria 3: +2.1 m/s, Bateria 4: +0.5 m/s, Bateria 5: +0.4 m/s, Bateria 6: +1.0 m/s, Bateria 7: -0.3 m/s
| Pos. | Bateria | Atleta                   | Nacionalidade        | Tempo | Notas                |
| ---- | ------- | ------------------------ | -------------------- | ----- | -------------------- |
| 1    | 7       | Noah Lyles               | Estados Unidos       | 19.98 | Q                    |
| 2    | 4       | Alexander Ogando         | República Dominicana | 20.01 | Q,                   |
| 2    | 3       | Erriyon Knighton         | Estados Unidos       | 20.01 | Q                    |
| 4    | 3       | Luxolo Adams             | África do Sul        | 20.10 | Q                    |
| 5    | 3       | Nethaneel Mitchell-Blake | Grã-Bretanha         | 20.11 | Q                    |
| 6    | 1       | Joseph Fahnbulleh        | Libéria              | 20.12 | Q                    |
| 7    | 3       | Yancarlos Martínez       | República Dominicana | 20.13 | q                    |
| 8    | 5       | Fred Kerley              | Estados Unidos       | 20.17 | Q                    |
| 9    | 6       | Filippo Tortu            | Itália               | 20.18 | Q                    |
| 10   | 1       | Koki Ueyama              | Japão                | 20.26 | Q,                   |
| 11   | 5       | Sinesipho Dambile        | África do Sul        | 20.29 | Q,                   |
| 12   | 7       | Rasheed Dwyer            | Jamaica              | 20.29 | Q                    |
| 13   | 1       | Jerome Blake             | Canadá               | 20.30 | Q                    |
| 14   | 7       | Xie Zhenye               | China                | 20.30 | Q                    |
| 15   | 1       | Joe Ferguson             | Grã-Bretanha         | 20.33 | q                    |
| 16   | 5       | Udodi Onwuzurike         | Nigéria              | 20.34 | Q                    |
| 17   | 2       | Jereem Richards          | Trinidad e Tobago    | 20.35 | Q                    |
| 18   | 4       | Kenny Bednarek           | Estados Unidos       | 20.35 | Q                    |
| 19   | 5       | Yohan Blake              | Jamaica              | 20.35 | q                    |
| 20   | 1       | Joseph Amoah             | Gana                 | 20.40 | Recorde da temporada |
| 21   | 6       | Guy Maganga Gorra        | Gabão                | 20.44 | Q,                   |
| 22   | 4       | Tarsis Orogot            | Uganda               | 20.44 | Q                    |
| 23   | 6       | Calab Law                | Austrália            | 20.50 | Q,                   |
| 24   | 7       | Owen Ansah               | Alemanha             | 20.52 |                      |
| 25   | 7       | Eric Harrison Jr.        | Trinidad e Tobago    | 20.54 |                      |
| 26   | 3       | Akeem Bloomfield         | Jamaica              | 20.56 |                      |
| 27   | 2       | Aaron Brown              | Canadá               | 20.60 | Q                    |
| 28   | 6       | Adam Gemili              | Grã-Bretanha         | 20.60 |                      |
| 29   | 3       | Sibusiso Matsenjwa       | Essuatíni            | 20.60 |                      |
| 30   | 4       | Fausto Desalu            | Itália               | 20.63 |                      |
| 31   | 7       | Lucas Vilar              | Brasil               | 20.65 | Recorde da temporada |
| 32   | 5       | William Reais            | Suíça                | 20.71 | Recorde da temporada |
| 33   | 2       | Shota Iizuka             | Japão                | 20.72 | Q                    |
| 34   | 3       | Tinotenda Matiyenga      | Zimbabwe             | 20.72 |                      |
| 35   | 7       | Jan Jirka                | Chéquia              | 20.73 |                      |
| 36   | 5       | Aidan Murphy             | Austrália            | 20.75 |                      |
| 37   | 2       | Shaun Maswanganyi        | África do Sul        | 20.79 |                      |
| 38   | 2       | Simon Hansen             | Dinamarca            | 20.80 |                      |
| 39   | 2       | Shainer Rengifo Montoya  | Cuba                 | 20.80 |                      |
| 40   | 4       | Mouhamadou Fall          | França               | 20.83 |                      |
| 41   | 1       | Lucas Rodrigues da Silva | Brasil               | 20.90 |                      |
| 42   | 4       | Hachim Maaroufou         | Comores              | 20.91 |                      |
| 43   | 2       | Joseph Green             | Guam                 | 22.04 |                      |
| 44   | 6       | Alonso Edward            | Panamá               | 22.08 |                      |
|      | 4       | Marcos Santos            | Angola               |       | DSQ                  |
|      | 1       | Terrence Talio           | Papua-Nova Guiné     |       | DSQ                  |
|      | 6       | Andre de Grasse          | Canadá               |       | DNS                  |
|      | 5       | Emmanuel Eseme           | Camarões             |       | DNS                  |
|      | 6       | Yuki Koike               | Japão                |       | DNS                  |

### Semifinais
Qualificação: Os dois primeiros de cada bateria (Q) e os dois melhores tempos (q) das semifinais.
Vento:

Bateria 1: -0.1 m/s, Bateria 2: +1.1 m/s, Bateria 3: +0.3 m/s
| Pos. | Bateria | Atleta                   | Nacionalidade        | Tempo | Notas                |
| ---- | ------- | ------------------------ | -------------------- | ----- | -------------------- |
| 1    | 2       | Noah Lyles               | Estados Unidos       | 19.62 | Q                    |
| 2    | 3       | Erriyon Knighton         | Estados Unidos       | 19.77 | Q                    |
| 3    | 2       | Kenny Bednarek           | Estados Unidos       | 19.84 | Q,                   |
| 4    | 2       | Jereem Richards          | Trinidad e Tobago    | 19.86 | q                    |
| 5    | 1       | Alexander Ogando         | República Dominicana | 19.91 | Q,                   |
| 6    | 1       | Joseph Fahnbulleh        | Libéria              | 19.92 | Q                    |
| 7    | 2       | Luxolo Adams             | África do Sul        | 20.09 | q                    |
| 8    | 3       | Aaron Brown              | Canadá               | 20.10 | Q                    |
| 9    | 3       | Filippo Tortu            | Itália               | 20.10 | Recorde pessoal      |
| 10   | 3       | Yancarlos Martínez       | República Dominicana | 20.21 | Recorde da temporada |
| 11   | 1       | Jerome Blake             | Canadá               | 20.29 |                      |
| 12   | 1       | Nethaneel Mitchell-Blake | Grã-Bretanha         | 20.30 |                      |
| 13   | 2       | Tarsis Orogot            | Uganda               | 20.35 |                      |
| 14   | 2       | Udodi Onwuzurike         | Nigéria              | 20.39 |                      |
| 15   | 3       | Xie Zhenye               | China                | 20.41 |                      |
| 16   | 1       | Sinesipho Dambile        | África do Sul        | 20.47 |                      |
| 17   | 3       | Koki Ueyama              | Japão                | 20.48 |                      |
| 18   | 2       | Joe Ferguson             | Grã-Bretanha         | 20.52 |                      |
| 19   | 2       | Guy Maganga Gorra        | Gabão                | 20.65 |                      |
| 20   | 1       | Fred Kerley              | Estados Unidos       | 20.68 |                      |
| 21   | 3       | Calab Law                | Austrália            | 20.72 |                      |
| 22   | 1       | Shota Iizuka             | Japão                | 20.77 |                      |
| 23   | 3       | Rasheed Dwyer            | Jamaica              | 20.87 |                      |
| 24   | 1       | Yohan Blake              | Jamaica              |       | DNS                  |

### Final
A final ocorreu dia 21 de julho às 19:50.
Vento: +0.4 m/s
| Pos.              | Raia | Atleta            | Nacionalidade        | Tempo | Notas                                  |
| ----------------- | ---- | ----------------- | -------------------- | ----- | -------------------------------------- |
| Medalha de ouro   | 6    | Noah Lyles        | Estados Unidos       | 19.31 | Melhor marca do ano · Recorde nacional |
| Medalha de prata  | 5    | Kenny Bednarek    | Estados Unidos       | 19.77 | Recorde da temporada                   |
| Medalha de bronze | 3    | Erriyon Knighton  | Estados Unidos       | 19.80 |                                        |
| 4                 | 7    | Joseph Fahnbulleh | Libéria              | 19.84 |                                        |
| 5                 | 4    | Alexander Ogando  | República Dominicana | 19.93 |                                        |
| 6                 | 2    | Jereem Richards   | Trinidad e Tobago    | 20.08 |                                        |
| 7                 | 8    | Aaron Brown       | Canadá               | 20.18 |                                        |
| 8                 | 1    | Luxolo Adams      | África do Sul        | 20.47 |                                        |

Legenda
| Recorde mundial       | Recorde mundial (World record)               |                       | Recorde africano                      | Recorde africano (African) |                                           | Q | Classificado por posição (Qualified) |
| Recorde do campeonato | Recorde do campeonato (Championship record)  | Recorde da América    | Recorde da América (Americas)         | q                          | Classificado por melhor tempo (Qualified) |   |                                      |
| Melhor marca do ano   | Melhor marca do ano (World leading)          | Recorde asiático      | Recorde asiático (Asian)              | DNS                        | Não largou (Did not start)                |   |                                      |
| Recorde nacional      | Recorde nacional (National record)           | Recorde europeu       | Recorde europeu (European)            | DNF                        | Não terminou (Did not finish)             |   |                                      |
| Recorde pessoal       | Recorde pessoal do atleta (Personal best)    | Recorde da Oceania    | Recorde da Oceania (Oceania)          | DSQ / DQ                   | Desclassificado (Disqualified)            |   |                                      |
| Recorde da temporada  | Recorde da temporada do atleta (Season best) | Recorde sul-americano | Recorde sul-americano (South America) | NM                         | Sem marca (No mark)                       |   |                                      |